# Knebworth 1996
Knebworth 1996 è un album live della band inglese Oasis, contenente la registrazione dei concerti che il gruppo tenne a Knebworth il 10 e l'11 agosto 1996 di fronte a 250 000 spettatori totali e il documentario Oasis Knebworth 1996, incentrato sui due spettacoli.

## Pubblicazione
Il documentario Oasis Knebworth 1996, diretto dal regista Jake Scott, è uscito il 23 settembre 2021, mentre l'album è stato lanciato il 19 novembre successivo. In questa data è stato pubblicato uno speciale DVD/Blu-ray dell'album contenente le registrazioni dei due concerti, per l'etichetta Big Brother Recordings. Tra i formati disponibili vi è quello con 2 CD e triplo LP in vinile, con la versione digitale dell'album contenente audio in alta definizione. Il DVD è stato pubblicato come disco triplo contenente il documentario Oasis Knebworth 1996, ambo le registrazioni delle due serate per intero, con il Blu-ray in formato disco singolo.
Una settimana dopo l'uscita, il film è divenuto il documentario che ha riscosso il maggiore incasso nel Regno Unito nel 2021.

## Tracce
Tutte le canzoni sono state composte da Noel Gallagher, eccetto dove indicato.

### Disco 1
1. Columbia – 4:47
2. Acquiesce – 3:56
3. Supersonic – 5:09
4. Hello – 2:55
5. Some Might Say – 5:04
6. Roll with It – 4:05
7. Slide Away – 5:47
8. Morning Glory – 4:12
9. Round Are Way – 4:47
10. Cigarettes & Alcohol – 4:43

### Disco 2
1. Whatever – 5:59
2. Cast No Shadow – 4:46
3. Wonderwall – 4:04
4. The Masterplan – 4:40
5. Don't Look Back in Anger – 4:55
6. My Big Mouth – 5:10
7. It's Gettin' Better (Man!!) – 5:56
8. Live Forever – 4:56
9. Champagne Supernova – 7:26
10. I Am the Walrus (John Lennon, Paul McCartney) – 6:40

## Formazione
- Liam Gallagher - voce
- Noel Gallagher - chitarra e voce
- Paul Arthurs - chitarra
- Paul McGuigan - basso
- Alan White - batteria e percussioni